# Parafia św. Jana Pawła II w Kaliszu
Parafia św. Jana Pawła II w Kaliszu – parafia rzymskokatolicka na osiedlu Dobrzec P w Kaliszu, przynależąca do dekanatu Kalisz II w diecezji kaliskiej. 
Została erygowana 15 czerwca 2009. Jest to pierwsza parafia pod tym wezwaniem w diecezji kaliskiej.

## Zasięg parafii
Swoim zasięgiem parafia obejmuje następujące ulice: Armii Krajowej, Biskupicka, Bursche, Bujnickiego, Wyszyńskiego (numery parzyste), ks. Stanisława Piotrowskiego, ks. Henryka Kaczorowskiego, ks. Jerzego Popiełuszki, Marii Curie Skłodowskiej, Marii Koszutskiej, Otwinowskiego, Polanowskiego, Szpilowskiego, Tylna, Wojciechowskiego, al. Wojska Polskiego (od nr 2 do 12), Wrocławska (od nr 71 do 79 numery nieparzyste).